# Fosterella chaparensis
Fosterella chaparensis là một loài thực vật có hoa trong họ Bromeliaceae. Loài này được Ibisch, R.Vásquez & E.Gross mô tả khoa học đầu tiên năm 1999.